# مقاطعة غرايمز (تكساس)
مقاطعة غرايمز (بالإنجليزية: Grimes  County)‏ هي إحدى المقاطعات في ولاية تكساس الولايات المتحدة الأمريكية.